# کلینت (تگزاس)
کلینت، تگزاس(به انگلیسی: Clint, Texas) شهری در ایالت تگزاس از ایالات جنوبی ایالات متحده آمریکا است. در سرشماری سال ۲۰۰۰، جمعیت این شهر ۹۷۵ نفر اعلام شد.